# Abel Xavier
Abel Luís da Silva Costa Xavier, född 30 november 1972 i Nampula i Moçambique, är en portugisisk före detta professionell fotbollsspelare. 